# Мікрорайон (Мелітополь)
Мікрорайон — традиційна назва району багатоповерхової забудови на північ від центру Мелітополя, вздовж проспекту 50-річчя Перемоги.

## Географічне положення
Центральними вулицями мікрорайону є проспект 50-річчя Перемоги, бульвар 30-річчя Перемоги, вулиці Ломоносова і Гризодубової. На північний схід від мікрорайону розташований лісопарк. З інших сторін від мікрорайону знаходиться приватний сектор: Червона Гірка на південному сході, Кізіяр на заході і район вулиці Чкалова на півночі. У 500 метрах на південь від мікрорайону проспект 50-річчя Перемоги переходить у проспект Богдана Хмельницького і починається центр міста.

## Історія
Будівництво мікрорайону було розпочато в кінці 1960-х років. Так рішення про прокладання проектної вулиці на місці проспекту 50-річчя Перемоги було прийнято в 1966 році. У первинному проекті вулиці мікрорайону, паралельні проспекту 50-річчя Перемоги, називалися Поздовжніми (3-я Поздовжня — нинішня вулиця Казарцева, 4-а Поздовжня — проспект 50-річчя Перемоги), перпендикулярні проспекту 50-річчя Перемоги — Поперечними (2-а Поперечна — вулиця Гризодубової, 3-я Поперечна — бульвар 30-річчя Перемоги). За проспектом 50-річчя Перемоги тимчасова назва, 4-а Поздовжня, зберігалася до 1995 року.

## Освіта
Вища і професійно-технічна освіта:

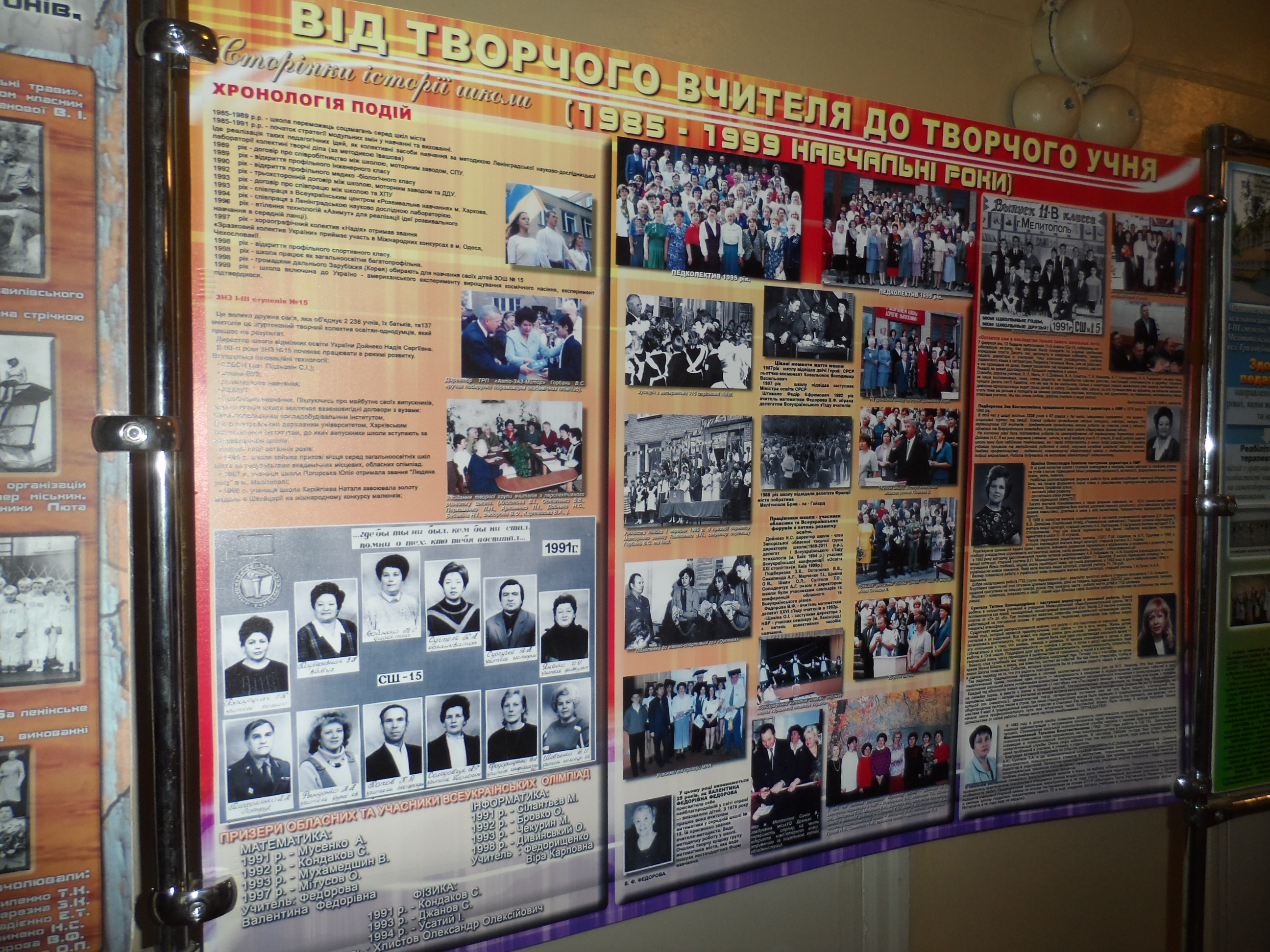
Школа № 15

- Мелітопольський промислово-економічний фаховий коледж
- Мелітопольський багатопрофільний центр професійно-технічної освіти

Середні школи:
- Школа № 14
- Школа № 15

Дитячі садки:
- № 38 «Попелюшка» — б-р 30 років Перемоги, 20а
- № 40 «Калинонька» — вул. Гризодубової, 53
- № 44 «Веселка» — вул. Брів-Ла-Гайард, 17
- № 99 «Зірочка» — вул. Гризодубової, 37А

## Транспорт
По проспекту 50-річчя Перемоги, бульвару 30-річчя Перемоги, вулицях Ломоносова, Гризодубової та Брів-ла-Гайард прокладені автобусні маршрути. По території мікрорайону проходять маршрути 1, 1А, 7, 11, 11А, 12, 14, 15, 16А, 17, 20, 22, 23, 24, 24А, 27, 27А, 28, 29, 34, 36 — більше половини автобусних маршрутів міста. По вулиці Ломоносова проходить автодорога М-18 міжнародного значення.

## Охорона здоров'я
На вулиці Брів-ла-Гайард знаходиться Мелітопольська районна лікарня.

## Парки
Поруч з мікрорайоном знаходиться фруктовий сад Корвацького. За ним починається лісопарк, бигдиг тягнеться до межі міста.

## Торгівля
На проспекті 50-річчя Перемоги знаходиться Ризький ринок.